# Kurdistán
El Kurdistán o Curdistán (en idioma kurdo: كوردستان, tr.: Kūrdstān, AFI: ˌkʊɾdɯˈstɑːnⓘ; lit.: «región de los kurdos») es una región sin acceso al mar situada en Asia Menor, al norte de Oriente Próximo y al sur de la Transcaucasia. Históricamente reclamado por el pueblo kurdo, la etnia que lo habita, su territorio se encuentra repartido entre cuatro Estados actuales: Turquía, Irak, Irán y Siria, a los cuales hay que añadir un pequeño enclave en Armenia.
En ciertas ciudades kurdas, los asentamientos urbanos se remontan a tiempos prehistóricos, especialmente Piranshahr con 8000 años de asentamiento urbano y Erbil con 6000 años de asentamiento urbano.

La bandera del Kurdistán iraquí.

La bandera del Kurdistán sirio de facto.

## Historia
Los kurdos son un pueblo de origen indoeuropeo que se asentaron en el sur de Anatolia en torno al siglo X a. C. Se considera que sus orígenes se remontan a los medos que se enfrentaron primero a los asirios y luego a los aqueménidas, que los derrotaron en el año 550 a. C.
El Imperio medo, que duró 128 años, fue conquistado por Ciro el Grande, fundador del Imperio aqueménida y que a su vez fue conquistado, en el 332 a. C., por Alejandro Magno.
Durante la Edad Media el pueblo curdo tuvo una relativa libertad bajo el dominio islámico. Sin embargo, con el auge del Imperio otomano, el país fue fragmentado en dos Estados: el otomano y el persa. En la parte otomana, los feudos kurdos mantuvieron una amplia autonomía hasta el siglo XIX. Durante este siglo la injerencia otomana en los feudos kurdos provocó fuertes tensiones con las autoridades, que desembocaron en diversas rebeliones de carácter independentista entre 1806 y 1880.
Tras el fin de la Primera Guerra Mundial, con el Imperio otomano en proceso de desintegración, el fallido proyecto del Tratado de Sèvres, que nunca fue ratificado ni entró en vigor, reconocía el derecho a la autodeterminación de las nacionalidades de los antiguos imperios,[cita requerida] y preveía la creación de un Estado kurdo. El Tratado, y en concreto el artículo 62, definió las fronteras y la hipotética composición del futuro Kurdistán. El Kurdistán concebido por el tratado habría sido un país con dos terceras partes de su territorio eliminadas, incluyendo sus áreas fértiles y sus tradicionales tierras de pastoreo. En 1925 una insurrección kurda fue derrotada por las tropas turcas.
Tras el Tratado de Lausana (1923) el Kurdistán fue dividido entre Turquía, Siria, Irán, Irak y la URSS. Tras la Segunda Guerra Mundial y el inicio de la descolonización se trazaron las fronteras actuales de los estados en los que se halla dividido el Kurdistán.
En 1945 se proclamó la República de Mahabad, de inspiración comunista, en el Kurdistán iraní por parte del recién creado Partido Democrático del Kurdistán Iraní (PDK), la cual se mantuvo independiente durante un año hasta la ocupación de la ciudad de Mahabad por las autoridades iraníes en diciembre del mismo año.

Bandera del Partido de los Trabajadores de Kurdistán.

Durante la Guerra Fría hubo una constante agitación independentista por parte de los kurdos. En 1961 Mustafa Barzani, miembro histórico del PDK, inició una guerra de guerrillas en Irak hasta ser derrotado en 1975. En 1979 se produjo una nueva rebelión en Irán contra el régimen teocrático instaurado tras la Revolución. La respuesta iraní fue la declaración de la guerra santa contra los kurdos. En 1984 el Partido de los Trabajadores del Kurdistán (PKK) inició un nuevo levantamiento guerrillero con acciones en Turquía.

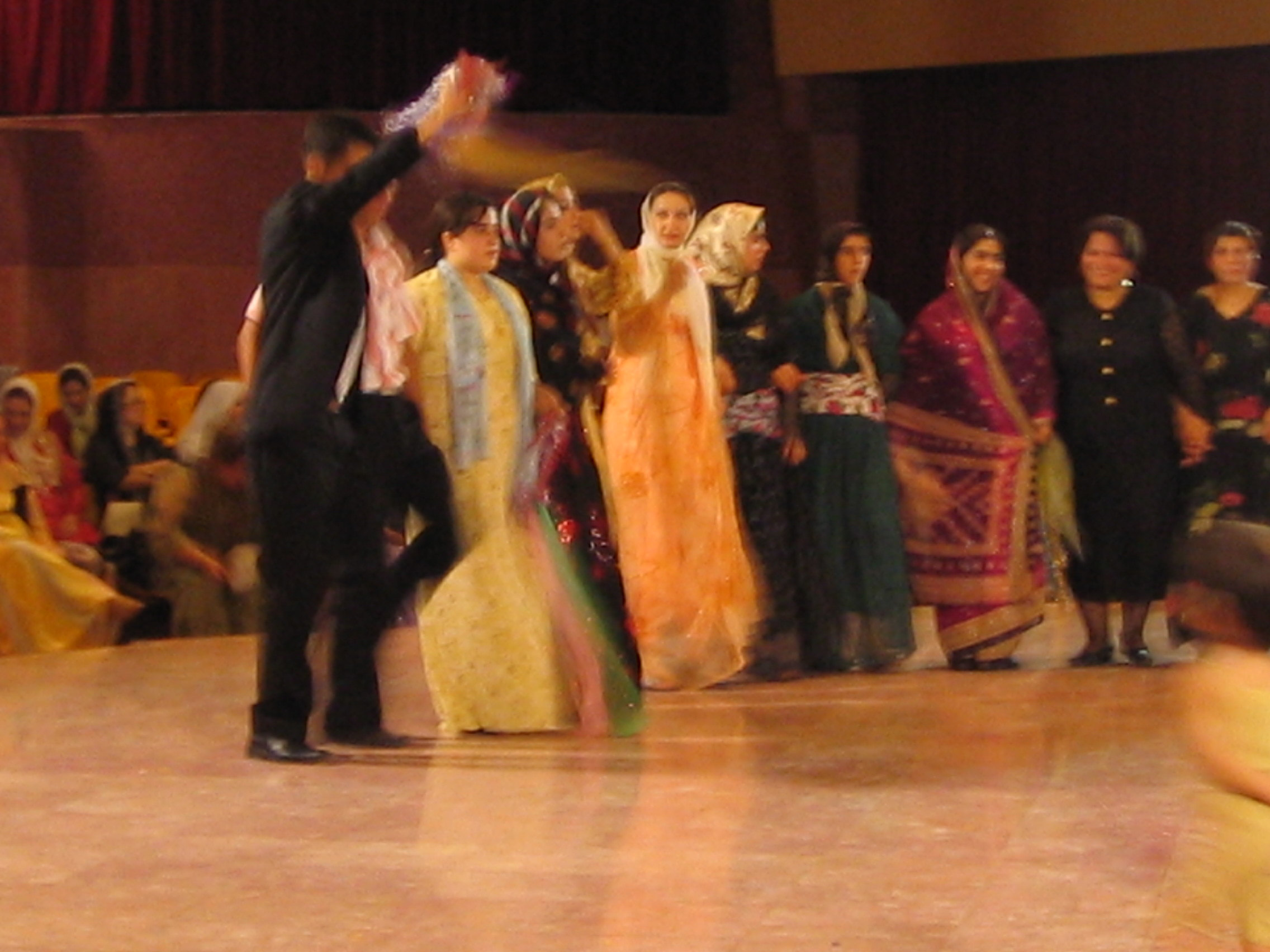
Danza tradicional kurda durante una boda en Irán.

Desde finales de los años 1980 la tensión en el Kurdistán aumentó, registrándose una mayor actividad armada del PKK y un aumento de la represión hacia sus habitantes por parte de las autoridades iraquíes y turcas, principalmente. Tras la guerra del Golfo se produjo, en 1991, un nuevo levantamiento contra el régimen de Sadam Huseín en Irak, que fue aplastado ante la pasividad de las tropas occidentales. En 1992 se produjo en Turquía el Newruz sangriento (21 de marzo), en el que se estima que el ejército turco asesinó a 200 manifestantes kurdos. Un año antes Leyla Zana, diputada kurda en Ankara, fue detenida bajo la acusación de separatismo.
En estos momentos comenzaron a hacerse patentes las fuertes divisiones entre las distintas fuerzas políticas kurdas que se materializaron en la guerra civil en el Kurdistán iraquí desde 1994 hasta 1997, en la que se enfrentaron las milicias del Partido Democrático del Kurdistán Iraquí y la Unión Patriótica del Kurdistán (UPK), escisión izquierdista del PDK en los años 1970. Al mismo tiempo, el Ejército turco amplió su represión contra el pueblo curdo destruyendo más de 3000 de sus aldeas. En 1999 Abdulá Ocalan, el líder del PKK, fue detenido en Kenia, lo que ocasionó importantes revueltas kurdas, especialmente en Irán.
El inicio de la guerra de Irak en 2003 provocó que la mayor parte de los grupos políticos kurdos apoyase a los Estados Unidos con el objetivo de conseguir una mayor autonomía tras el derrocamiento de Sadam Huseín, lo que dio lugar posteriormente a la creación de la entidad federal autónoma del Kurdistán iraquí. Unos años más tarde, durante la guerra civil siria, se produjo la revuelta armada kurda de 2012, en el territorio kurdo dentro de Siria.

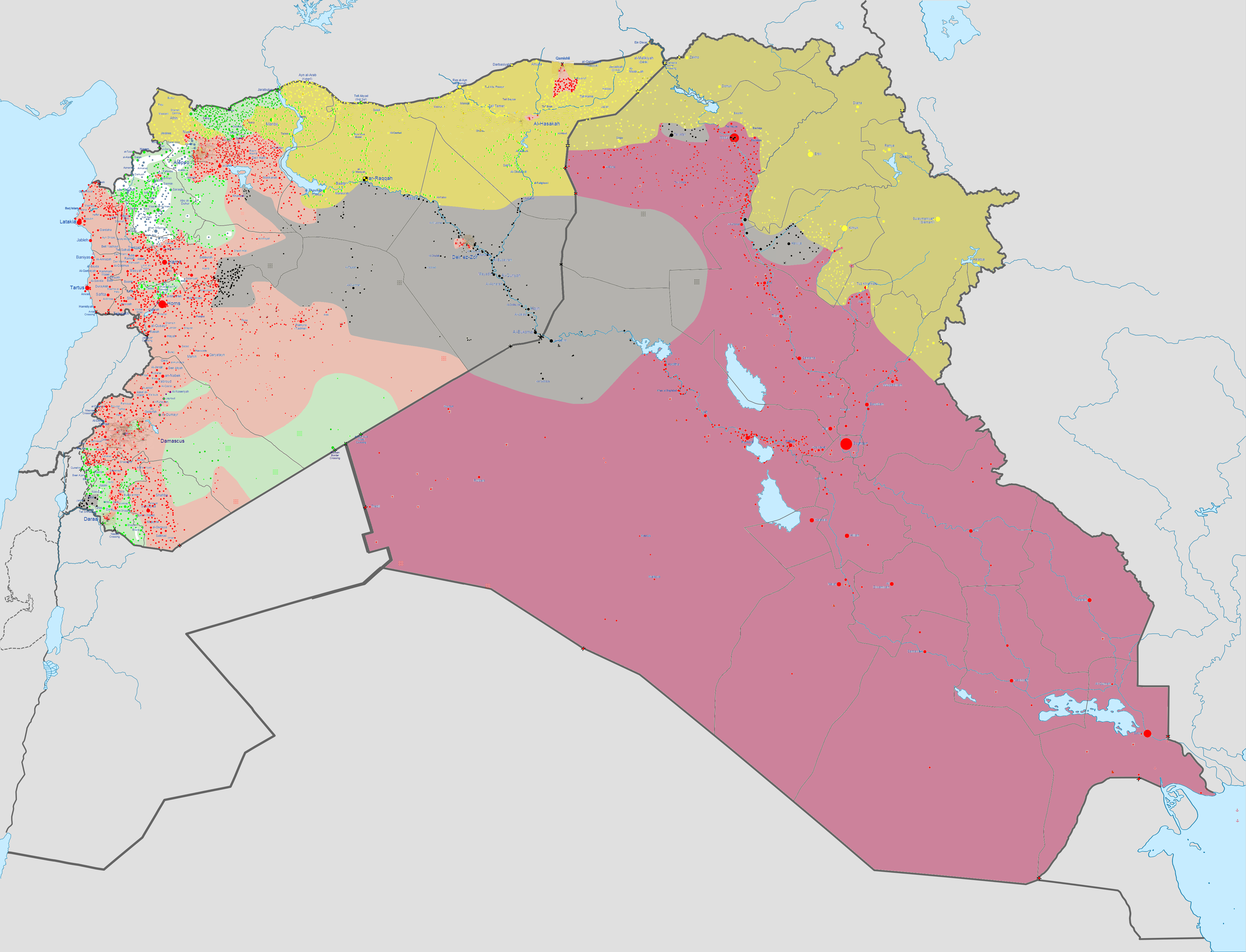
Mapa del conflicto Siria-Irak 2014-15.

En el 2014, una red terrorista llamada Estado Islámico conquistó una porción de la Mesopotamia siroiraquí y fundó un autodenominado califato al mando del califa Ibrahim; esto fue considerado una amenaza para la población kurda, dadas las declaraciones de los líderes del Estado Islámico. Por otra parte, combatientes y civiles kurdos fueron arrestados y torturados por el ejército del califato lo que motivó la creación de fuerzas de autodefensa en parte del territorio. Al mismo tiempo el Comité Supremo Kurdo encabeza los combates contra el Estado Islámico aliado tanto con la coalición occidental liderada por los Estados Unidos como con las fuerzas rusas.

## Geografía
Según la Enciclopedia Británica,[cita requerida] el Kurdistán abarca 190 000 km² de Turquía, 125 000 km² de Irán, 65 000 km² de Irak y 12 000 km² de Siria, con un área total de casi 392 000 km², similar a Paraguay o Zimbabue; en dicho territorio se encuentran la mayoría de personas de etnia kurda.

## Demografía
| Región                  | Ubicada en | Población | Estatus político-administrativo                                                                                             |
| ----------------------- | ---------- | --------- | --- |
| Kurdistán noroccidental | Turquía    | 30 000    | Parte de Turquía |
| Kurdistán oriental      | Irán       | 14 000    | Kurdistán iraní * Provincia de Kurdistán * Provincia de Azerbaiyán Occidental * Provincia de Kermanshah * Provincia de Ilam |
| Kurdistán meridional    | Irak       | 7 250 000 | Kurdistán iraquí * Gobernación de Duhok * Gobernación de Erbil *Gobernación de Solimania                                    |
| Kurdistán suroccidental | Siria      | 2 000     | Kurdistán sirio * Gobernación de Hasaka                                                                                     |

La población de un Kurdistán unificado sería aproximadamente de 53 250 000

## Cultura

### Idioma
El kurdo es la lengua propia de los habitantes del Kurdistán. Solo tiene estatus oficial, junto al árabe, en la Región Autónoma Kurda de Irak. Tiene cierto reconocimiento en las áreas kurdas de Irán y Armenia, donde los idiomas oficiales son, respectivamente, el persa y el armenio y ningún reconocimiento en Turquía y Siria, donde las lenguas oficiales son, respectivamente, el turco y el árabe.
La represión de la cultura kurda en Turquía fue especialmente dura en los años 1970 y 80. Se prohibió oficialmente el idioma kurdo. En las escuelas solo se podía impartir clases en turco. Ni los periódicos ni la televisión permitían que se usara la lengua curda. Los padres no podían poner a sus hijos nombres kurdos. Las canciones y los libros en kurdo fueron prohibidos.

### Religión
La mayor parte del pueblo curdo profesa el islam. Sin embargo, existen diferentes minorías cristianas. Mención especial merece el yazidismo, una antiquísima religión minoritaria que es una mezcla sincrética de las creencias zoroastrianas, judías, maniqueas, nestorianas e islámicas.

### Otros
- Awshari, queso típico de su gastronomía.